# Литвинка
Литвинка — річка в Україні, у Жашківській міській громаді Уманського району Черкаської області. Права притока Торчу (басейн Південного  Бугу).

## Опис
Довжина річки 12 км, похил річки — 2,3 м/км. Формується з багатьох безіменних струмків та водойм. Площа басейну 38,1 км².

## Розташування
Бере початок у селі Литвинівка. Тече переважно на південний схід через Жашків і в Сорокотязі впадає у річку Торч, ліву притоку Гірського Тікичу. 
Річку перетинає автомобільна дорога Т 2405.